# Mangulile
Mangulile es un municipio del departamento de Olancho en la República de Honduras.

## Toponimia
El término Mangulile significa "Cinco Aguas".

## Límites
| Orientación | Límite                                 |
| ----------- | -------------------------------------- |
| Norte       | Municipio de Olanchito, Yoro           |
| Norte       | Municipio de Arenal, Yoro              |
| Sur         | Municipio de Yocón, Olancho            |
| Este        | Municipio de La Unión, Olancho         |
| Oeste       | Municipio de Yoro, Yoro                |
|             | Municipio de Marale, Francisco Morazán |

La cabecera del municipio se encuentra ubicada a la margen derecha del Río Mangulile (Río Yaguala o Río Mirajoco).

## Historia
En 1882, le dieron categoría de Municipio.
En 1889, en la División Política Territorial de 1889 era parte del Distrito de Salamá.

## División Política
Aldeas: 15 (2013)
Caseríos: 134 (2013)
| Código | Comunidad                     |
| ------ | ----------------------------- |
| 151401 | Mangulile                     |
| 151402 | Camalotillo                   |
| 151403 | El águila                     |
| 151404 | El cerro                      |
| 151405 | El potrero                    |
| 151406 | El terrero                    |
| 151407 | Guata                         |
| 151408 | Julián                        |
| 151409 | La chinga                     |
| 151410 | La peña o Portillo de la peña |
| 151411 | Las lomitas                   |
| 151412 | Los blancos                   |
| 151413 | Mangulilito                   |
| 151414 | San Antonio                   |
| 151415 | Silaca                        |
|        | El güanacaste                 |
|        | Quebrada grande               |
|        | Empedrado norte               |